# خالد بتال نجم
خالد بَتّال نجم عبد الله الجغيفي (مواليد 1976 - الأنبار) أكاديمي وسياسي عراقي، وهو وزير الصناعة والمعادن في حكومة محمد شياع السوداني، كان يشغل سابقاً منصب وزير التخطيط العراقي في حكومة مصطفى الكاظمي، وشغل أيضًا منصب رئيس جامعة الانبار، حاصل على شهادة الدكتوراه في الهندسة المدنية من جامعة نوتنغهام في بريطانيا.

## التحصيل الاكاديمي
- دكتوراه هندسة مدنية - جامعة نوتنكهام – الممكلة المتحدة
- ماجستير هندسة مدنية - الجامعة التكنولوجية – العراق
- بكالوريوس هندسة مدنية - الجامعة التكنولوجية – العراق

## الحياة المهنية
- مقرر قسم الهندسة المدنية ــ كلية الهندسة ــ جامعة الانبار
- معاون عميد كلية الهندسة للشؤون الادارية والمالية في جامعة الانبار
- رئيس قسم الهندسة المدنية في كلية الهندسة  جامعة الانبار
- معاون عميد كلية الهندسة للشؤون العلمية والدراسات العليا في جامعة الانبار
- مدير مركز الحاسبات وتكنولوجيا المعلومات في جامعة الانبار
- مدير مركز بحوث الطاقة المتجددة في جامعة الانبار
- عميد كلية الهندسة، جامعة الانبار (من موقع ادنى)
- عميد كلية طب الاسنان، جامعة الانبار (إضافة لمهامه رئيساً للجامعة)
- مساعد رئيس جامعة الأنبار للشؤون العلمية
- رئيس جامعة الانبار
- وزير التخطيط العراقي [5]

وفي وقت سابق اعتذر خالد بتال عن تولي حقيبة التخطيط في تشكيلة المكلف محمد توفيق علاوي قبل ان يعتذر علاوي نفسة عن تشكيل الحكومة

## البحوث والمؤلفات والنشاط العلمي
- الاشراف على 12 اطروحة دكتوراه ورسالة ماجستير
- مناقشة عشرات الاطاريح والرسائل الجامعية
- عدد البحوث المنشورة في مجلات ومؤتمرات عالمية: 41   وفي مجلات ومؤتمرات محلية: 13
- المشاركة في العديد من المؤتمرات العلمية داخل وخارج العراق منها في الممكلة المتحدة والصين وماليزيا والامارات العربية المتحدة وروسيا ودول أخرى.
- رئيس جلسات ومحاور خاصة في ثلاثة مؤتمرات عالمية
- رئيس ثلاث مؤتمرات عالمية ومؤتمرين عالميين يتم التحضير لهما حالياً
- عضو اللجان العلمية في العديد من المؤتمرات العلمية داخل وخارج العراق
- رئاسة والمشاركة في العشرات من الندوات وورش العمل العلمية والفكرية
- تأليف ونشر كتابين في ألمانيا والاخر في كمبردح في المملكة المتحدة والاشراف على ثمان كتب ودراسات أخرى.
- مقيم علمي لست مجلات عالمية ذوات معامل التأثير

## الكتب المؤلفة
- Hall M R, Najim K B, AND Keikhaei D P, 2012. Chapter 9: Soil stabilization: materials, properties, and techniques. In: HALL M R, LINDSAY R, AND KRAYENHOFF M, ed. Modern earth buildings: Materials, engineering, construction and applications. Woodhead Publishing, Cambridge.
- Khalid B. Najim and Matthew R. Hall ‘sustainable structural concrete, self-compacting and plain rubberised concrete:  enhancement and applications’ LAMBERT academic publishing, Germany 2014.

## الجوائز والمنح
- جائزة الخريج الأول على الكلية في مرحلة البكالوريوس
- جائزة أفضل بوستر في المؤتمر الهندسي الأول الذي عقد في لندن برعاية الملحقية الثقافية العراقية 2011
- جائزة السفر من جامعة نوتنكهام والتي تمنح لطالب الدكتوراه المتميز 2012
- جائزة التميز البحثي والاكاديمي مع كتاب شكر وتقدير من معالي وزير التعليم العلي والبحث العلمي2013
- جائزة من جامعة نوتنكهام  لاكمال الدكتوراه بمدة زمنية اقل من المدة الاصغرية 2012
- زمالة المعهد العالمي للتعليم- الامم المتحدة- نيويورك-الولايات المتحدة الأمريكية 2015

## كتب الشكر والتقدير
- كتاب شكر وتقدير من السيد رئيس مجلس النواب
- عشرون كتاب شكر وتقدير من السادة الوزراء
- أربعون كتاب شكر وتقدير من السادة الوكلاء ورؤساء الجامعات
- ستة وعشرون كتاب شكر وتقدير من السادة العمداء والمدراء العامون